# Brudziec sosnowy
Brudziec sosnowy (Rhyparochromus pini) – gatunek pluskwiaka z podrzędu różnoskrzydłych i rodziny brudźcowatych.

## Taksonomia
Gatunek ten został opisany po raz pierwszy w 1758 roku przez Karola Linneusza pod nazwą Cimex pini.

## Morfologia
Pluskwiak o owalnym, wydłużonym ciele długości od 6,8 do 8,1 mm. Wierzch przedplecza jest w całości ubarwiony ciemno, co odróżnia ten gatunek od brudźca zwyczajnego, który ma tylną część przedplecza jaśniejszą, czarno punktowaną i z parą białych, trójkątnych plam. Półpokrywy mają całkowicie czarne zakrywki, podczas gdy u brudźca zwyczajnego na wierzchołkach zakrywek widnieją jasne plamki. Odnóża są wydłużone, czarne, tylko u samca z żółtobrązowymi goleniami przedniej i środkowej pary.

## Ekologia
Owad ten zasiedla suche murawy, wrzosowiska i śródleśne wydmy, gdzie bytuje w warstwie ściółki. Wykazuje silniejszy związek z sosnami i sięga większych rzędnych niż eurytopowy brudziec zwyczajny; w Alpach występuje do wysokości 2000 m n.p.m. Spotykany jest przez cały rok, przy czym do rozrodu przystępuje wiosną. Osobniki dorosłe są stadium zimującym. Do tego celu wybierają szczeliny w martwym drewnie i pod odstającą korą drzew, często tworząc na ten okres duże skupiska. Budzą się w lutym lub marcu. Nowe pokolenie pojawia się w lipcu. Pozostają aktywne do listopada.
Pożywieniem tego pluskwiaka są głównie soki wysysane z nasion różnych roślin.

## Występowanie
Owad palearktyczny, znany ze prawie wszystkich krajów Europy, na południe sięgający Wysp Kanaryjskich, a na wschód przez Syberię po Chiny. W Europie Środkowej jest nierzadki, a lokalnie pospolity.